# Маргарет Джейкобсон
Маргарет Джейкобсон — намібійська екологічна активістка, яка була нагороджена екологічною премією Голдмана в 1993 році разом з Гартом Оуеном-Смітом за їхні зусилля щодо збереження дикої природи в сільській Намібії.

## Біографія
Маргарет народилася в Південній Африці, в Преторії. Вона стала працівницею неурядової організації з управління природними ресурсами в громаді в Намібії. З 1983 року на північному сході Намібії разом із Гартом Оуеном-Смітом вони боролися проти ендемічного незаконного полювання, яке знищило такі види, як чорні носороги та пустельні слони, а також за економічний та соціальний розвиток місцевого населення. Завдяки їхнім діям браконьєрство стало краще контролюватися. Охоронці призначаються сільською громадою. Інші природні ресурси, такі як пальми, солом’яна трава, рослинні барвники та латаття, контролюються. Вона зацікавилася напівкочовими народами Хімба, присвятивши книгу, видану в 2003 році, їм, Хімба, кочівникам Намібії. Вони є однією з небагатьох африканських груп, які використовують червону охру як макіяж для всього тіла під назвою от'їзе. Хімба спочатку належали до групи гереро.
У 1993 році разом із Гартом Оуеном-Смітом вона була нагороджена екологічною премією Голдмана та у 1994 році почесною грамотою Global 500. У 1996 році за їхніми ініціативами уряд Намібії прийняв так відомий як Закон про збереження комунальних територій. Ця поправка дозволяє сільським громадам, які живуть на державній землі, управляти власною дикою природою та отримувати вигоду від неї так само, як і фермерам у приватних господарствах.

## Праці
- Дослідження простору Хімба в Каоколенді, диплом бакалавра, Університет Кейптауна, 1986.
- Переговори про значення та зміни в просторі та матеріальній культурі: етноархеологічне дослідження серед напівкочових скотарів хімба та гереро в північно-західній Намібії , дисертація, Університет Кейптауна, 1995. Доступно в Інтернеті [Архівовано 27 жовтня 2021 у Wayback Machine.]
- з Гартом Оуеном-Смітом, Інтеграція збереження та розвитку: приклад Намібії, Nomadic peoples Nomadic Peoples, Ausgabe 7, Nr. 1, S. 92–109.
- Життя схоже на ріг Куду. Спогади про збереження природи, Jacana Media, Johannesburg 2019, ISBN 978-1-4314-2680-5.
- з Пітером Пікфордом, Беверлі Пікфорд: Хімба - кочівники Намібії,  Klaus Hess Verlag, Göttingen/Windhoek 1998, ISBN 3-9804518-3-6.